# 白雲館
白雲館（はくうんかん）は、滋賀県近江八幡市為心町元9にある建築物。明治時代初期に建てられた擬洋風建築の校舎である。登録有形文化財。

## 歴史
1877年（明治10年）、蒲生郡八幡町に八幡東学校（現・近江八幡市立八幡小学校）として建てられた。近江商人が子どもの教育充実を図るために建設したもので、建設費6,000円の大半が寄付によってまかなわれた。1891年（明治24年）に校舎としての役割を終え、1893年（明治26年）以降は八幡町役場や蒲生郡役所などに使用された。
1966年（昭和41年）以降は民間所有となっていたが、1992年（平成4年）に近江八幡市に移管され、1994年（平成6年）の解体修理によって創建時の姿に復元された。1998年（平成10年）9月2日に登録有形文化財に登録された。現在は観光案内所などとして活用されている。

## 建築
近江国蒲生郡の大工・高木作右衛門による擬洋風建築である。日牟禮八幡宮の鳥居前に位置し、主屋に翼舎をはりだした凹字形の形態をとる。漆喰塗系の擬洋風建築で玄関上部の唐破風と屋根上の太鼓楼との取り合わせは長野県の開智学校の造形と類似している。

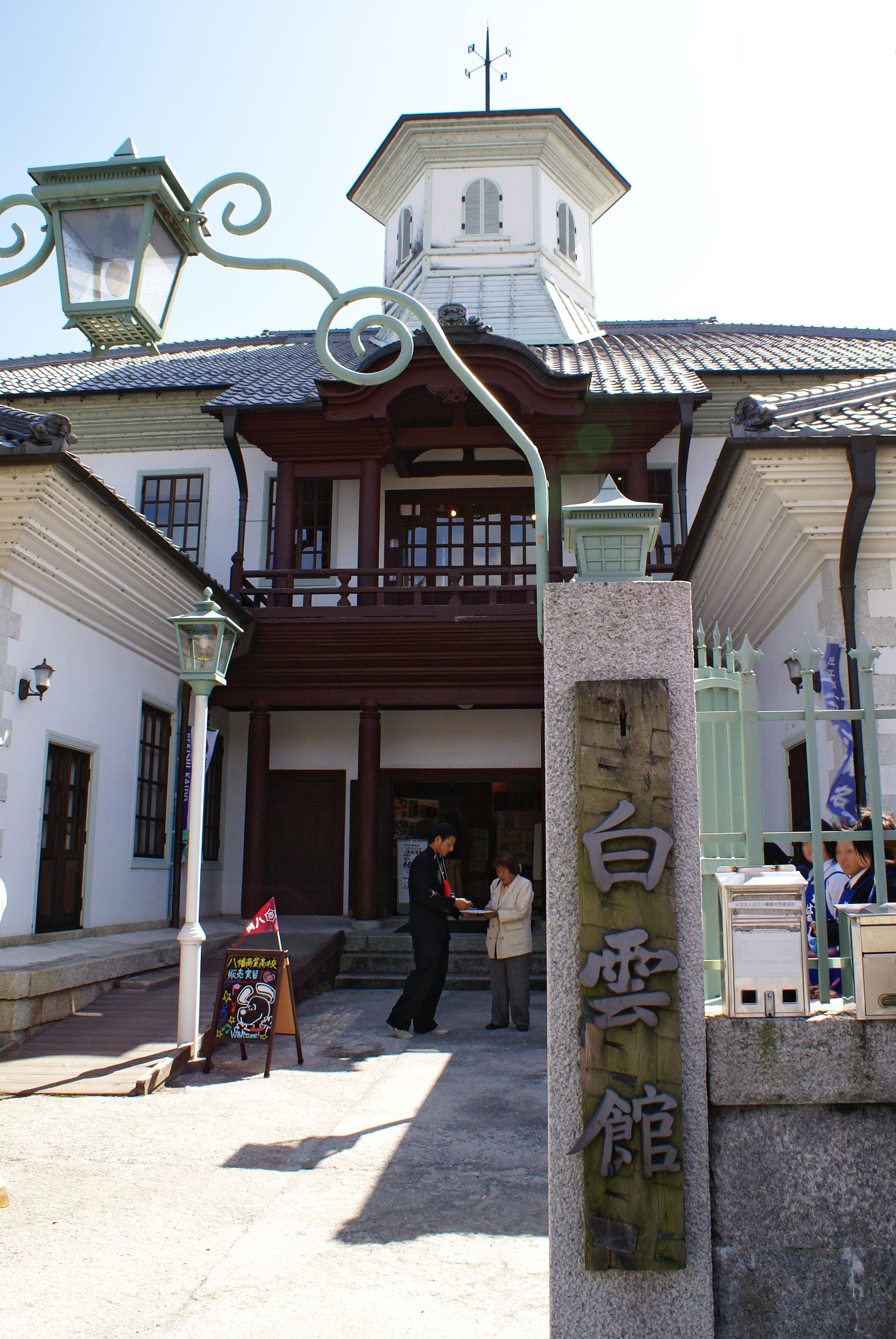
正門
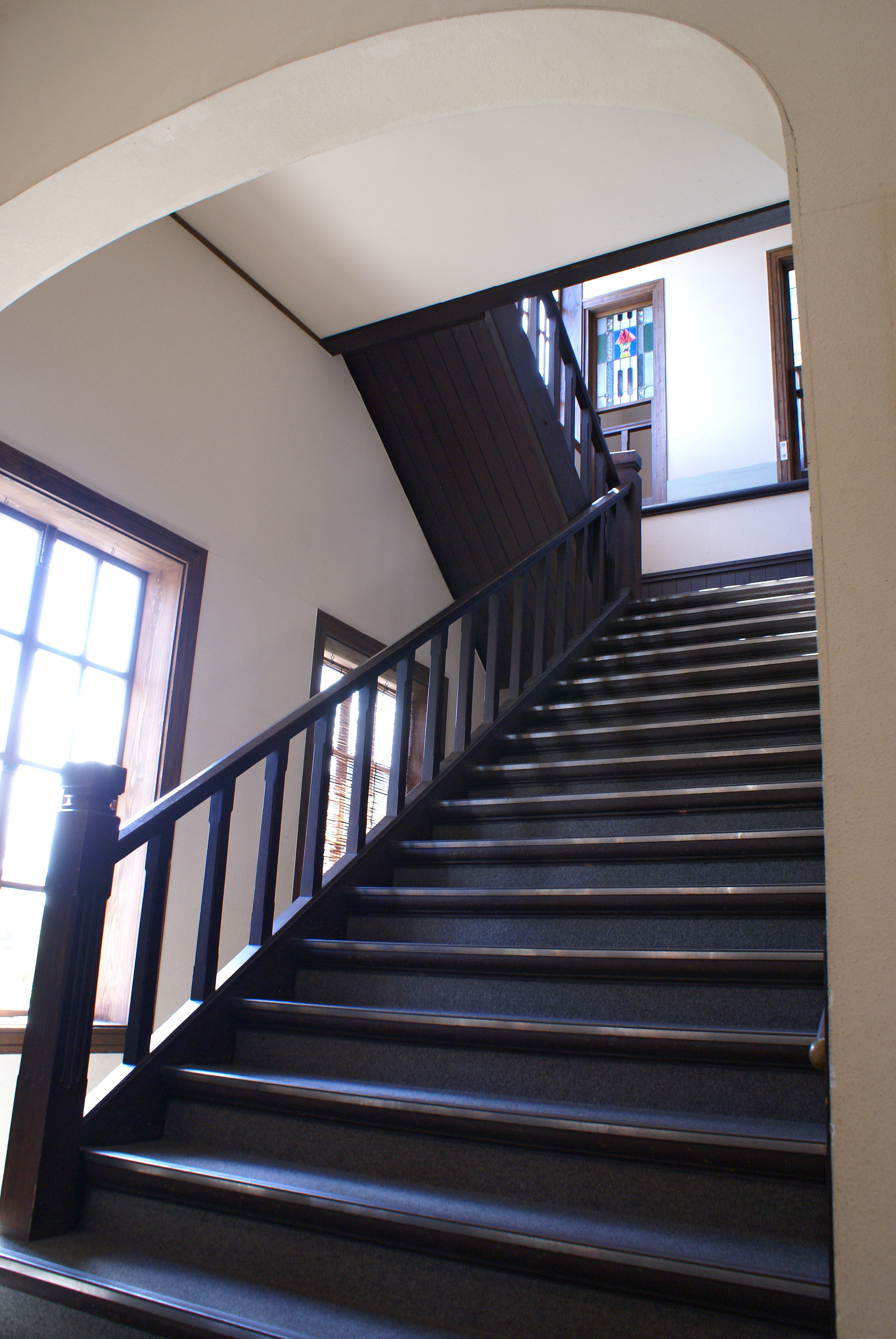
階段
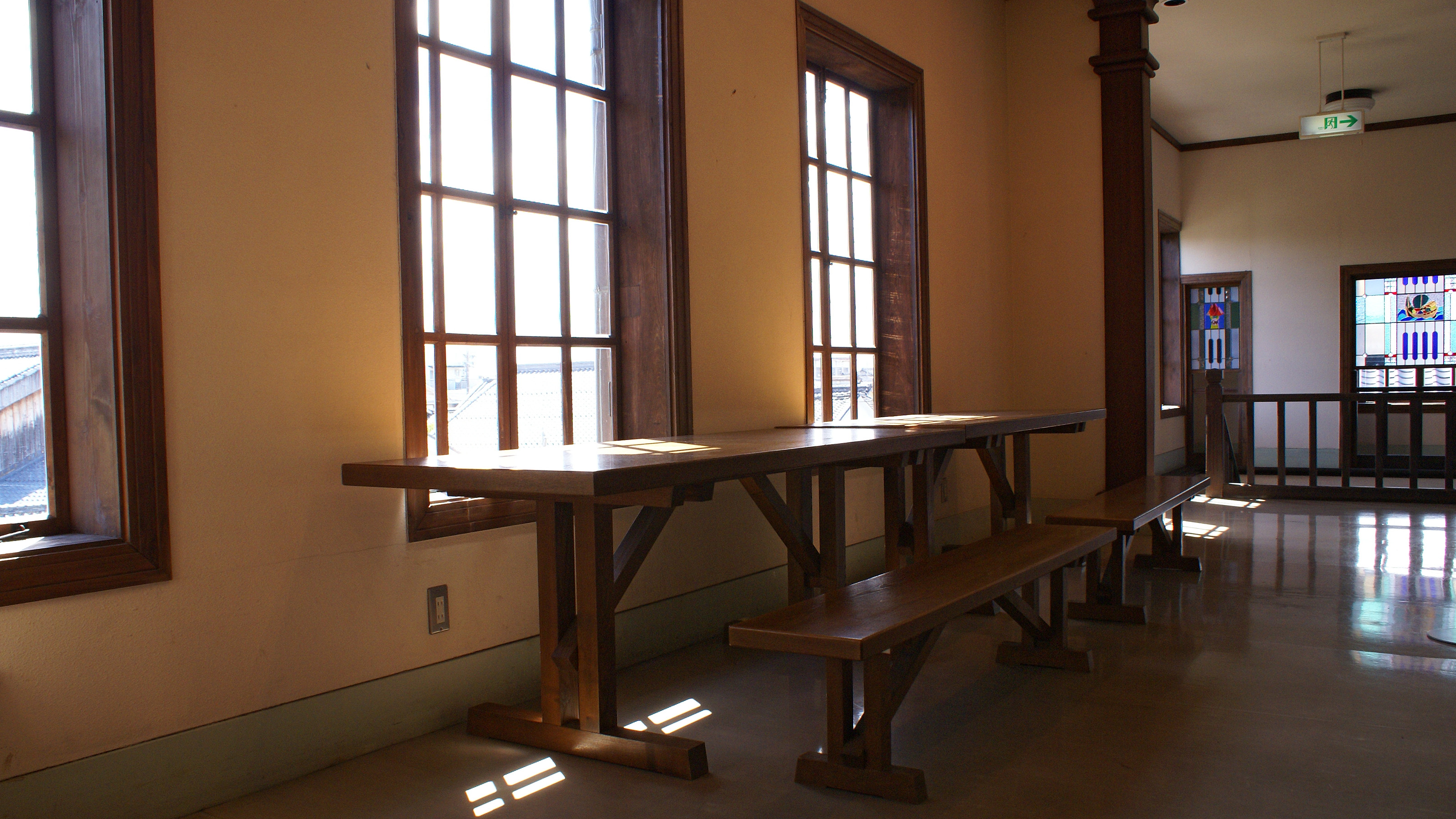
二階休憩所

## 交通アクセス
- JR東海道本線（琵琶湖線）および近江鉄道八日市線（万葉あかね線）近江八幡駅から近江鉄道バス（長命寺行き）で八幡堀（大杉町）八幡山ロープウェー口停留所下車、徒歩1分。